# Леукоспермум
Леукоспермум (лат. Leucospermum, буквально — Белое семя, Белосемянник) — род растений семейства протейных. В литературе также упоминается как «Белосемянник».
Род произрастает исключительно на юге Африки (Зимбабве, ЮАР, юг Ботсваны), многие виды — эндемики Финбоша. Насчитывается около 50 видов леукоспермума. Наиболее близкий род — банксия, произрастающая в Австралии.
Представители рода — кустарники, реже — деревья, высотой 0,5—5 м, с продолговатыми листьями длиной 2—12 см, шириной до 3 см. Цветки собраны в соцветия на длинных цветоносах. Растения произрастают на открытом солнце, но переносят похолодание до +5 °C.

## Виды
По информации базы данных The Plant List, род включает 47 видов:
- Leucospermum arenarium Rycroft
- Leucospermum bolusii E.Phillips
- Leucospermum calligerum Rourke
- Leucospermum catherinae Compton
- Leucospermum conocarpodendron H.Buek
- Leucospermum cordatum E.Phillips
- Leucospermum cordifolium Fourc. — Леукоспермум сердцелистный
- Leucospermum cuneiforme Rourke
- Leucospermum erubescens Rourke
- Leucospermum formosum Sweet
- Leucospermum fulgens Rourke
- Leucospermum gerrardii Stapf
- Leucospermum glabrum E.Phillips
- Leucospermum gracile Rourke
- Leucospermum gueinzii Meisn.
- Leucospermum hamatum Rourke
- Leucospermum harpagonatum Rourke
- Leucospermum heterophyllum (Thunb.) Rourke
- Leucospermum hypophyllocarpodendron (L.) Druce
- Leucospermum innovans Rourke
- Leucospermum lineare R.Br.
- Leucospermum muirii E.Phillips
- Leucospermum mundii Meisn.
- Leucospermum oleaefolium R.Br.
- Leucospermum parile Sweet
- Leucospermum patersonii E.Phillips
- Leucospermum pedunculatum Klotzsch
- Leucospermum pluridens Rourke
- Leucospermum praecox Rourke
- Leucospermum praemorsum E.Phillips
- Leucospermum profugum Rourke
- Leucospermum prostratum Stapf
- Leucospermum reflexum Buek ex Meissn. — Леукоспермум завёрнутый
- Leucospermum rodolentum Rourke
- Leucospermum royenifolium Stapf
- Leucospermum saxatile (Salisb. ex Knight) Rourke
- Leucospermum saxosum S.Moore
- Leucospermum secundifolium Rourke
- Leucospermum spathulatum R.Br.
- Leucospermum tomentosum R.Br.
- Leucospermum tottum R.Br.
- Leucospermum truncatulum Rourke
- Leucospermum truncatum Rourke
- Leucospermum utriculosum Rourke
- Leucospermum vestitum Rourke
- Leucospermum winteri Rourke
- Leucospermum wittebergense Compton

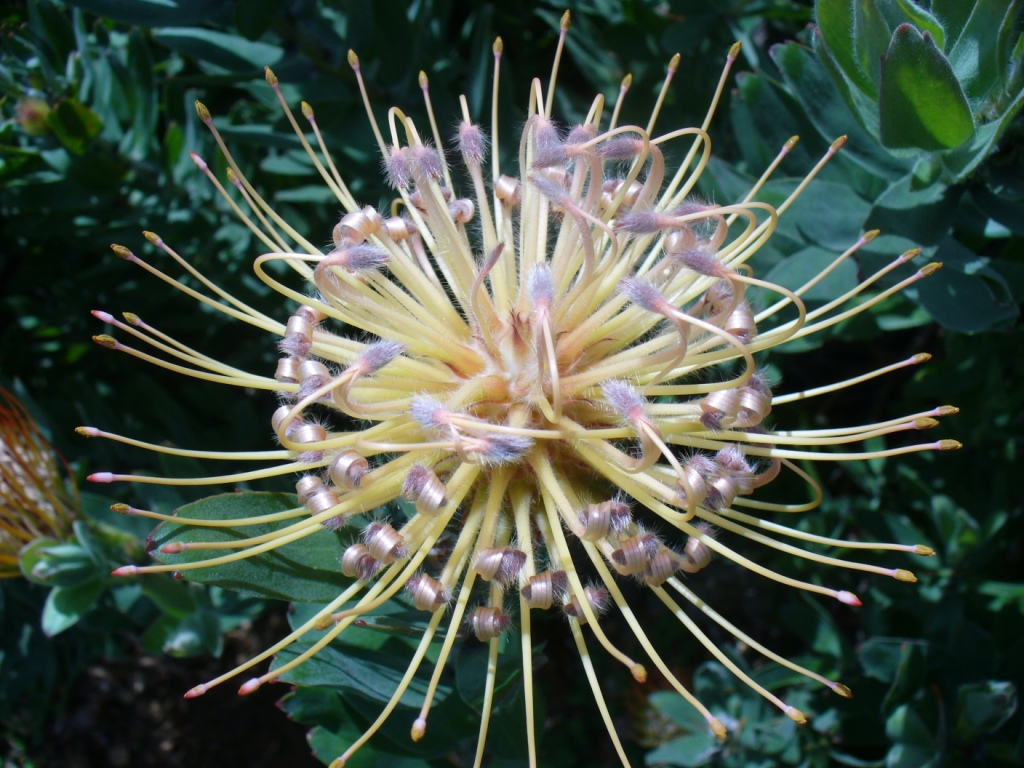
Leucospermum gueinzii

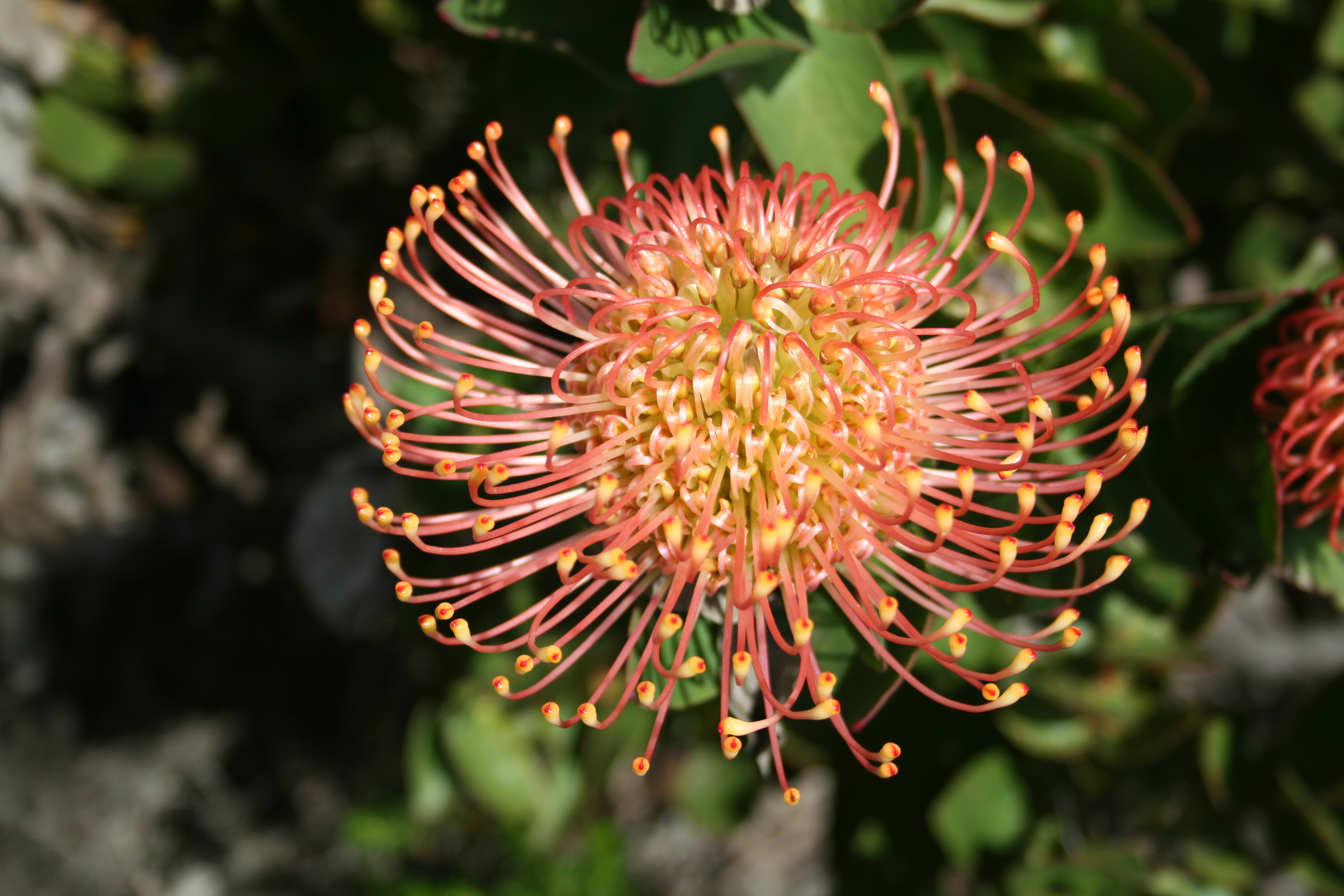
Leucospermum cordifolium

## Галерея

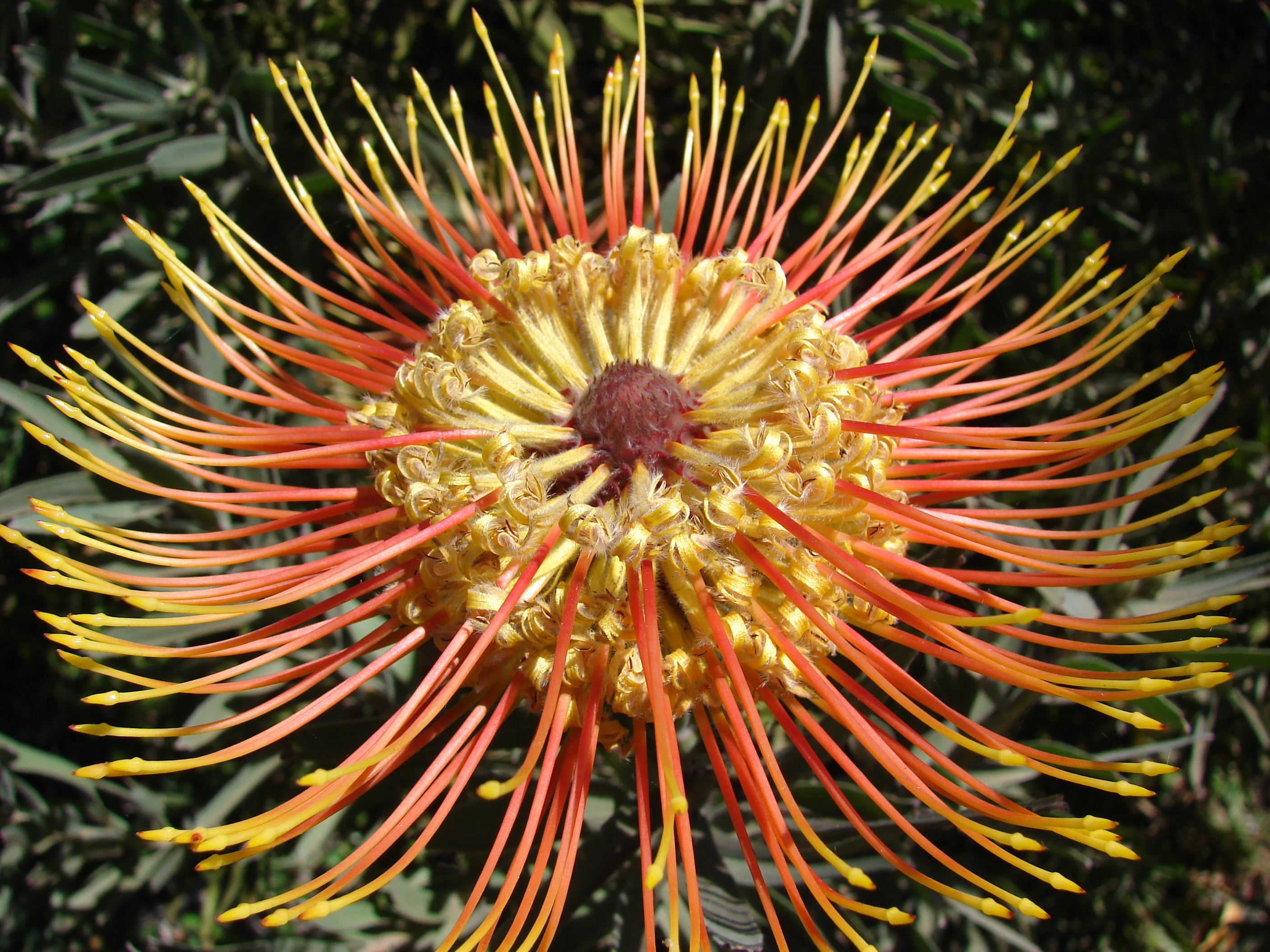
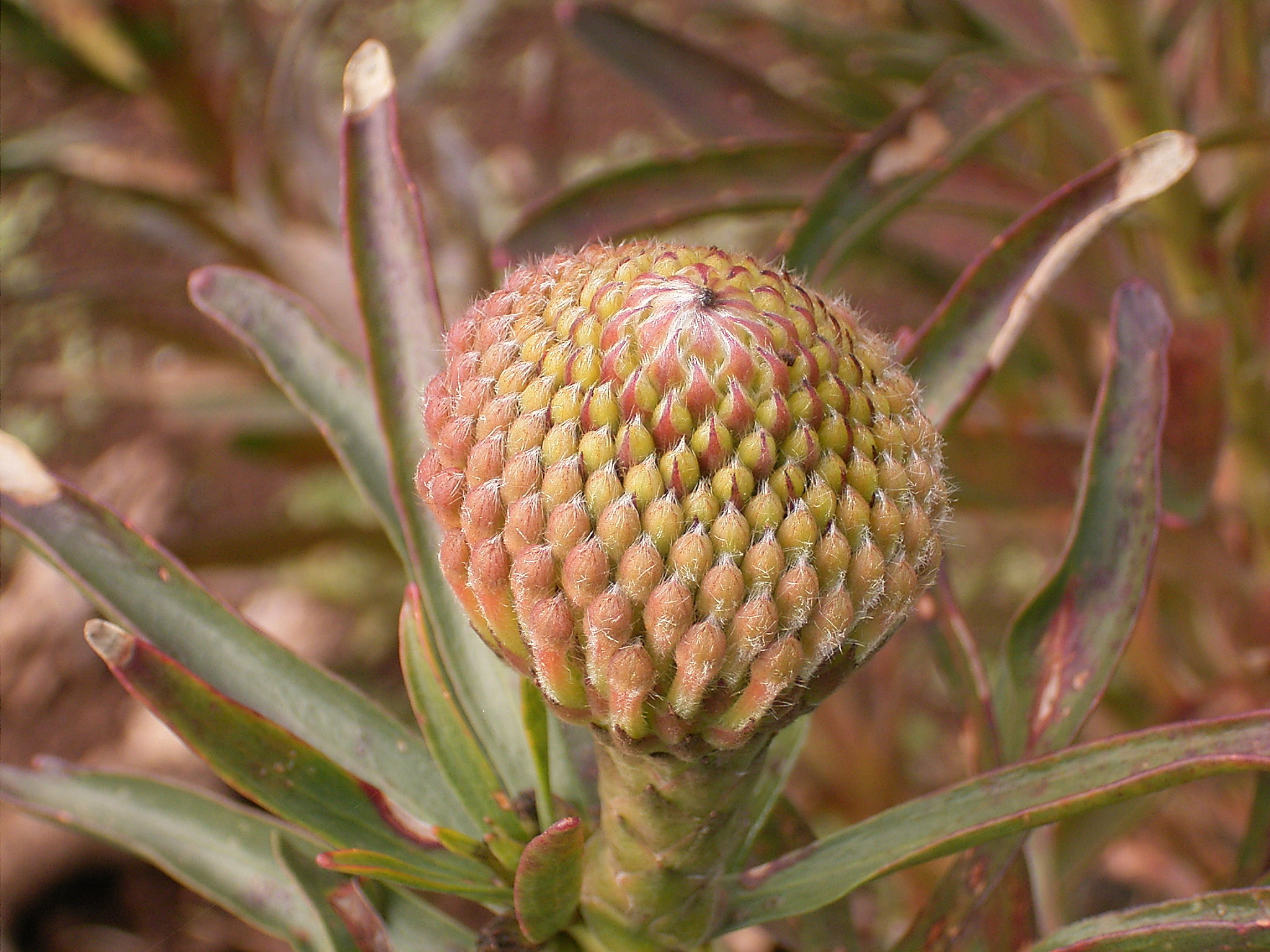
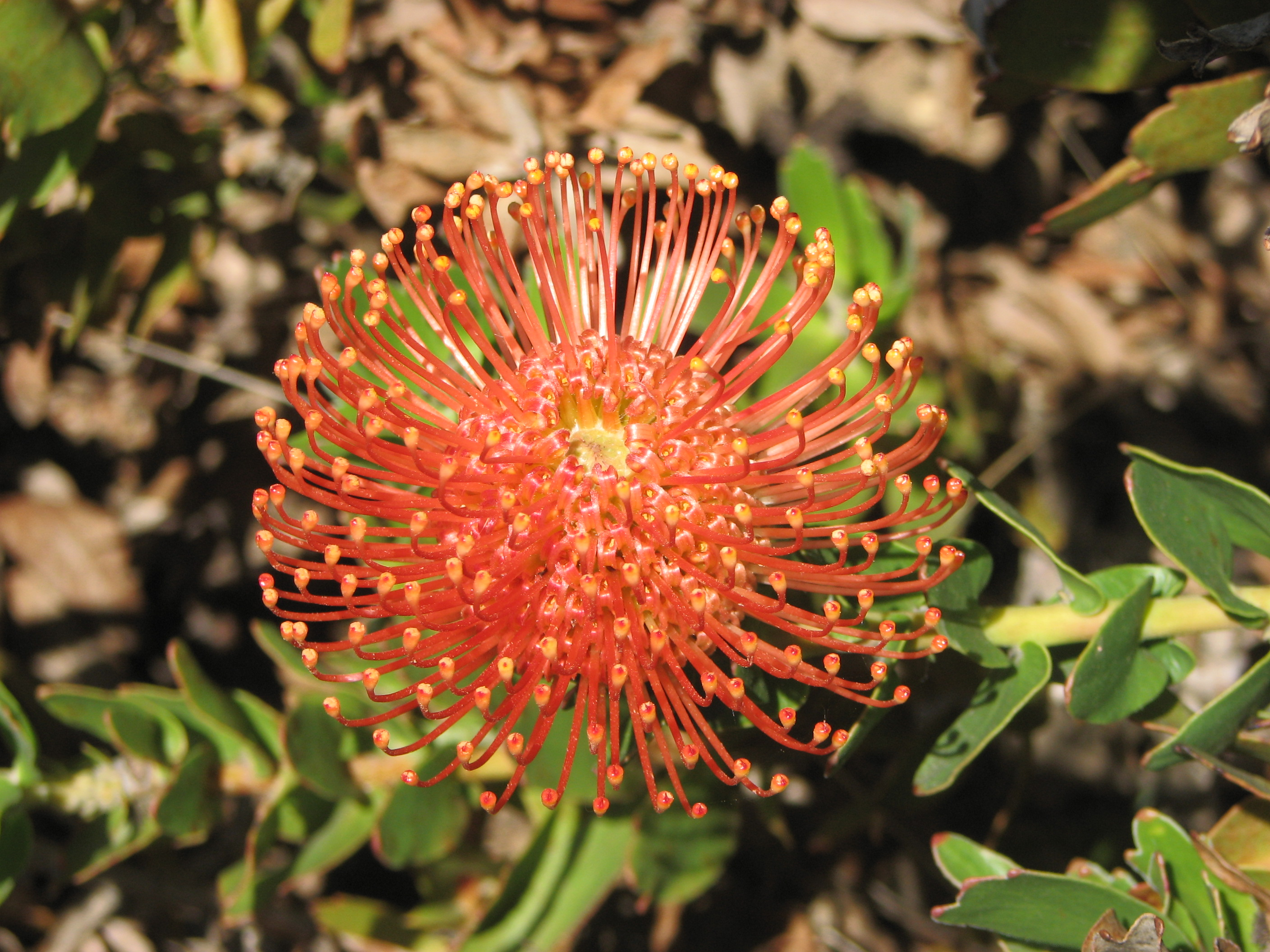
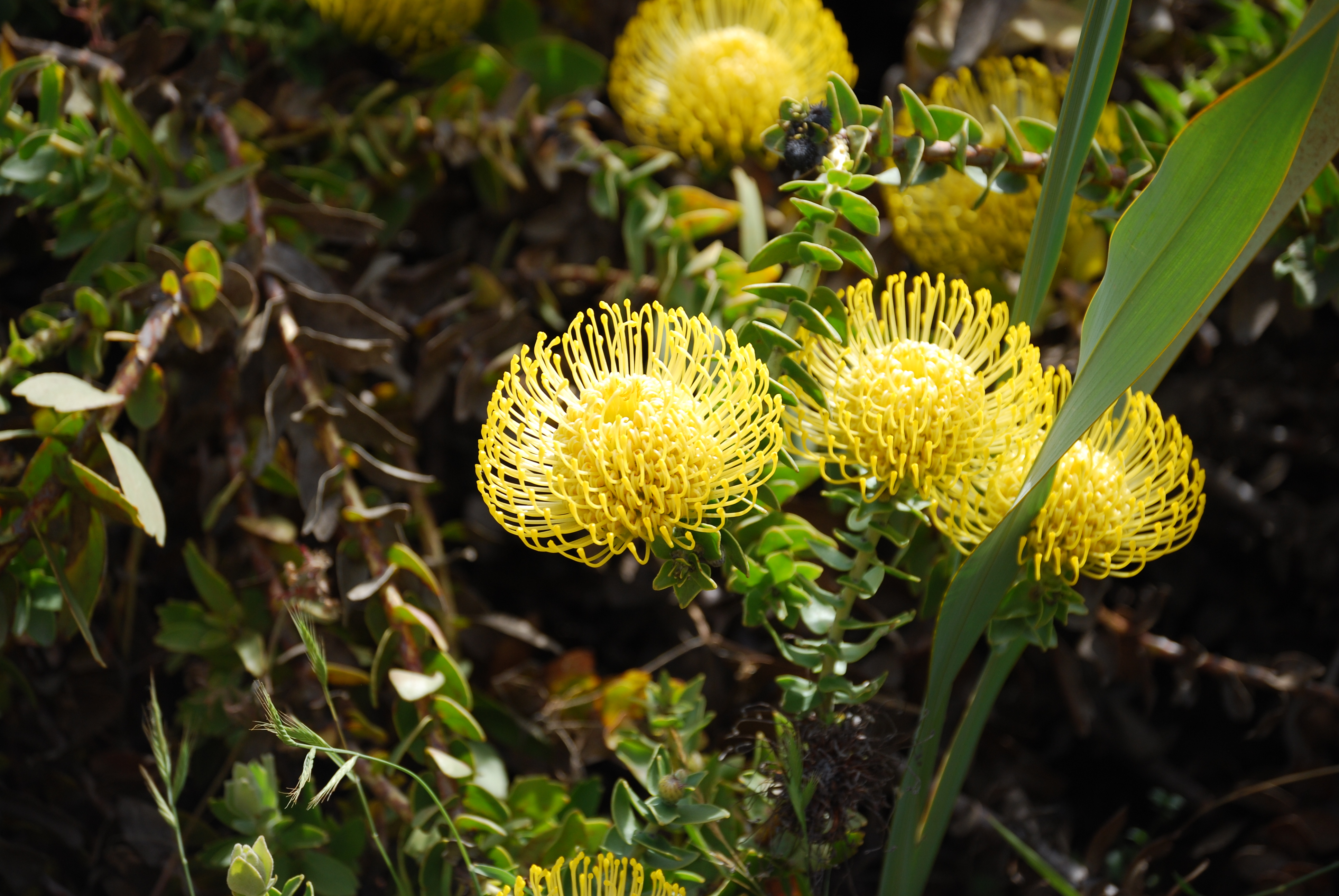